# Imperio de Masina
El Califato de Hamdullahi o Imperio masina (también escrito maasina o macina) fue un Estado surgido de las yihads fulani a principios del siglo XIX situado en torno a la región de la sabana inundada del delta interior del Níger-Bani, en lo que son hoy las regiones de Mopti y Ségu en Malí. Su capital era Hamdullahi. 

## Historia

### Antes de la expansión del Imperio
Los fulas de la región habían sido vasallos de estados mayores por siglos, entre los que destacan el Imperio malí (entre los siglos XIII y XIV), el Imperio songhai (siglo XV), los pachas marroquíes de Tombuctú (siglo XVI) y el Imperio bambara de Segú (siglo XVII).

### La yihad de Seku Amadu
A principios del siglo XIX, muchos de estos estados más grandes habían disminuido en poder e inspirados por los levantamientos islámicos de Usman dan Fodio en la cercana región hausa, el predicador y reformador social Seku Amadu lideró un ejército fulani en yihad contra el Imperio bambara en 1818. El imperio se expandió rápidamente, tomando Djenné en 1819 y estableciendo una nueva capital en Hamdullahi en 1820.
En el cénit del poderío del Imperio, un ejército de 10 000 hombres fue acogido por la ciudad, y Seku Amadu ordenó la construcción de seiscientas madrasas para expandir el islamismo. El alcohol, el tabaco, la música y el baile fueron prohibidos de acuerdo a la ley islámica, mientras que un sistema de provisión social velaba por las viudas y los huérfanos. Una estricta interpretación de la Ley Islámica contra la ostentación llevaron a Amadu a ordenar que se abandonara la Gran Mezquita de Djenné y que todas las nuevas mezquitas fueran construidas con techos bajos y sin decoración o minaretes.
Uno de los logros más duraderos fue la elaboración de un código que regulaba el uso de la región del delta del Níger por los ganaderos y pastores fulani, así como por otras comunidades campesinas.

### Muerte de Seku Amadu y caída del imperio
En 1825, Seku Amadu conquistó Tombuctú. Según el historiador nigeriano J. F. Ade Ajayi, el Imperio Massina "dominaba el área del
Níger hasta su incorporación al imperio de al-Hadjdj 'Umar, el cual se extendía desde las cabeceras de los ríos Senegal y Gambia hasta Tombuctú.." Murió en 1845, dejando el control del Imperio masina a su hijo, Amadu Seku. Este a su vez abdicó a favor de su hijo, Amadu Amadu.
En 1862, el conquistador tuculor El Hadj Umar Tall lanzó un ataque contra Masina desde su nueva y segura base de Ségu. Tras una serie de batallas sangrientas, entró en Hamdullahi el 16 de marzo, arrasándola. Amadu Amadu fue capturado y asesinado. Aunque la resistencia continuó brevemente bajo el hermano de Amadu Amadu, Balobo, la destrucción marcó el fin definitivo del Imperio masina.